# クイ・リー
クイ・リー(Kui Lee、本名クイオカラニ・リーKuiokalani Lee 1932年7月31日 - 1966年12月3日) ハワイのシンガー・ソングライター。1960年代に活躍した。ドン・ホーが彼の曲を録音したことで有名になり、ホーはリーをハワイ音楽の新世代として応援していた。

## 伝記

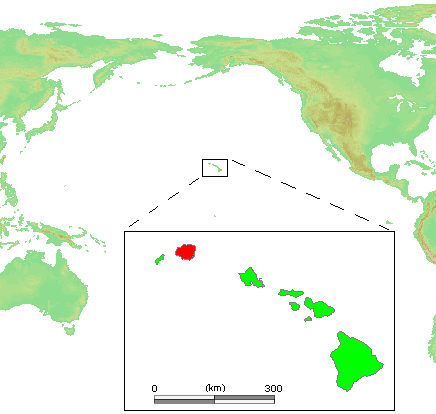
赤がカウアイ島

中国上海生まれ。両親BillyとEthelはエンターテイナーで、スコットランド人・ハワイ原住民・中国人の子孫だった。Ethelは1936年に死去。
やもめとなった父はハワイに帰り、5歳だったリーをカメハメハ学校に、そしてルーズヴェルト高校に入れた。
その後、ニューヨークのレキシントン・ホテルの「ハワイの間」でナイフ・ダンサー、振付師として働いた。
そこでフラ・ダンサーのRose Frances Naone Leinani（愛称Nani）と出会い結婚。
Naniはリーとともにハワイに帰り、リーやDon HoとHoney'sで仕事した。彼女はSterling Mossman, Tommy Sands , Sons of Hawaii、ズールーなどとも共演している。
二人は四人の子ども- Wailana, Mahealani, Maile 、Kimoをつくった。
1961年、リーはカウアイ島のクラブやドン・ホーの母親が経営するクラブで働き、ホーはクイの歌を録音することでスターになった。ホーがステージでさかんに宣伝したことでリーも有名になった。
作曲で有名になったのは死の間際だった。The Extraordinary Kui Lee が生前に発表された唯一のアルバムだった。
そのアルバムには『I'll Remember You』が含まれており、後にドン・ホー、エルヴィス・プレスリー、Makaha Sons of Ni'ihauが歌い有名になった。
他にDays of my Youthという曲もあり、いまではハワイ音楽のスタンダードである。

## 最期の日々と夭逝
リンパ腺のがんで闘病した。
ティフアナのガダラジャラGuadalajara病院で、1966年冬に亡くなった。享年34。
遺灰はワイキキに散骨された。
1973年、エルヴィス・プレスリーが『アロハ・フロム・ハワイ』 と題されたチャリティ・コンサートを行い、7万5千ドルの収益を「クイ・リーがん基金」に寄付した。このコンサートで歌われたことにより、エルヴィス版の『I'll remember you』（スタジオでのレコーディング、および映画『カリフォルニア万才』サントラ盤（Spinout）内のボーナス曲としての発売は1966年）が広く知られるようになった。
Nani Lee Meadowsもがんで2008年春に亡くなっている。

## 盤歴
- The Extraordinary Kui Lee (2005) CD 719 (Sony)

## 参照
1. 1 2  “Kui Lee Memorial”.   Find A Grave. 2010年5月15日閲覧。
2. 1 2  Enomoto, Catherine Kekoa (1997年5月15日). “We'll Remember You”. Honolulu Star Bulletin
3. ↑  “Samoan Fire Knife Dance”.   Media-HI, Inc. 2010年5月15日閲覧。 Media-HI, Inc
4. ↑  Shikina, Robert (2008年4月14日). “Nani Lee Meadows 1931-2008”. Honolulu Star Bulletin
5. ↑  Allen, Robert C (2004). Creating Hawaii Tourism. Bess Press. p. 206. ISBN 978-1-57306-206-0
6. ↑  Hopkins, Jerry (2002). Elvis in Hawaii. Bess Press. p. 75. ISBN 978-1-57306-142-1

## 資料
- Kanahele, George S.; Berger, John, eds (2012) [1979]. Hawaiian Music & Musicians (2nd ed.). Honolulu, HI, USA: Mutual Publishing, LLC. ISBN 9781566479677. OCLC 808415079